# Airbus A319
Airbus A319 je član družine letal Airbus A320 ozkotrupnih komercialnih potniških letal kratkega do srednjega dosega z dvema motorjema, ki jih proizvaja Airbus. A319 prevaža med 124 in 156 potnikov in ima največji doseg 3.700 nmi (6.900 km). Končna montaža letala poteka v Hamburgu v Nemčiji in Tianjinu na Kitajskem.
A319 je različica Airbusa A320 s skrajšanim trupom. Prvič je začela obratovati aprila 1996 pri Swissairu, približno dve leti po Airbusu A321 kot podaljšani verziji A321 in osem let po originalnem A320. Letalo ima skupen type rating kot vse druge različice družine Airbus A320, kar obstoječim pilotom družine A320 omogoča letenje letala brez potrebe po nadaljnjem usposabljanju.
Decembra 2010 je Airbus napovedal novo generacijo družine A320, A320NEO (z novimi motorji). Tako tudi skrajšana različica trupa A319NEO ponuja nove, učinkovitejše motorje v kombinaciji z izboljšanim ogrodjem letala in dodatkom krilc. Letalo obljublja do 15 % prihranek goriva. Prodaja A319NEO je veliko nižja od drugih različic A320NEO, s približno 1 % naročil do junija 2020.
Z aprilom 2023 je Airbus dostavil 1497 A319, od tega jih je 1359 v aktivni uporabi. Naročenih je še 81 A319 (2 A319CEO in 79 A319NEO). American Airlines je največji upravljavec z Airbus A319, v svoji floti jih ima kar 133.